# Bentonville, Arkansas
Bentonville, Arkansas là một thành phố thuộc quận Benton trong tiểu bang Arkansas, Hoa Kỳ. Thành phố có diện tích 55 km², dân số theo điều tra năm 2000 của Cục điều tra dân số Hoa Kỳ là 19.730 người.